# 2014 w informatyce
Kalendarium informatyczne 2014 roku
- 4 lutego – Satya Nadella został dyrektorem generalnym Microsoftu[1].
- 8 kwietnia – Microsoft oficjalnie zakończył wsparcie systemu operacyjnego Windows XP[2].
- 25 kwietnia – Microsoft kupił Nokię za 7,17 miliarda dolarów[1].
- 2 czerwca – Apple Inc. zaproponował nowy język programowania komputerów Swift[3].
- 25 czerwca – wydano Android TV[1].
- 9 września – Apple zaprezentował iPhone 6, iPhone 6 Plus i Apple Watch[1].
- 15 września – Microsoft poinformował, że kupił Mojang, producenta gry komputerowej Minecraft[1].
- 19 września – rozpoczęto sprzedaż smartfonów iPhone 6[1].
- 28 września – World Wide Web Consortium opublikowało i zarekomendowało HTML5[1].
- 30 września – Microsoft ogłosił, że ich nowy system operacyjny będzie nazywać się Windows 10[1].
- wrzesień – wydano standard pamięci RAM DDR4[1].